# Маршаллові Острови на Чемпіонаті світу з водних видів спорту 2015
Маршаллові Острови взяли участь у Чемпіонаті світу з водних видів спорту 2015, який пройшов у Казані (Росія) від 24 липня до 9 серпня.

## Плавання
Плавці Маршаллових Островів виконали кваліфікаційні норми в дисциплінах, які вказано в таблиці (не більш як 2 плавці на одну дисципліну за часом нормативу A, і не більш як 1 плавець на одну дисципліну за часом нормативу B):
Чоловіки
| Спортсмен      | Дисципліна           | Попередній заплив | Попередній заплив | Півфінал        | Півфінал        | Фінал           | Фінал           |
| Спортсмен      | Дисципліна           | Час               | Місце             | Час             | Місце           | Час             | Місце           |
| -------------- | -------------------- | ----------------- | ----------------- | --------------- | --------------- | --------------- | --------------- |
| Джордан Гарріс | 50 м вільним стилем  | 26.18             | 83                | Завершив виступ | Завершив виступ | Завершив виступ | Завершив виступ |
| Джордан Гарріс | 100 м вільним стилем | 57.75             | 99                | Завершив виступ | Завершив виступ | Завершив виступ | Завершив виступ |

Жінки
| Спортсменка     | Дисципліна           | Попередній заплив | Попередній заплив | Півфінал         | Півфінал         | Фінал            | Фінал            |
| Спортсменка     | Дисципліна           | Час               | Місце             | Час              | Місце            | Час              | Місце            |
| --------------- | -------------------- | ----------------- | ----------------- | ---------------- | ---------------- | ---------------- | ---------------- |
| Коллін Фергесон | 100 м вільним стилем | 1:05.18           | 83                | Завершила виступ | Завершила виступ | Завершила виступ | Завершила виступ |
| Коллін Фергесон | 50 м на спині        | 33.04             | 45                | Завершила виступ | Завершила виступ | Завершила виступ | Завершила виступ |
| Енн-Марі Геплер | 50 м вільним стилем  | 28.52             | 79                | Завершила виступ | Завершила виступ | Завершила виступ | Завершила виступ |
| Енн-Марі Геплер | 50 м батерфляєм      | 30.02             | 52                | Завершила виступ | Завершила виступ | Завершила виступ | Завершила виступ |